# Tricholoma argyraceum
Tricholoma argyraceum är en svampart som först beskrevs av Pierre Bulliard (v. 1742–1793), och fick sitt nu gällande namn av Claude-Casimir Gillet 1874. Tricholoma argyraceum ingår i släktet musseroner och familjen Tricholomataceae.  Arten är reproducerande i Sverige. Inga underarter finns listade i Catalogue of Life.

## Källor

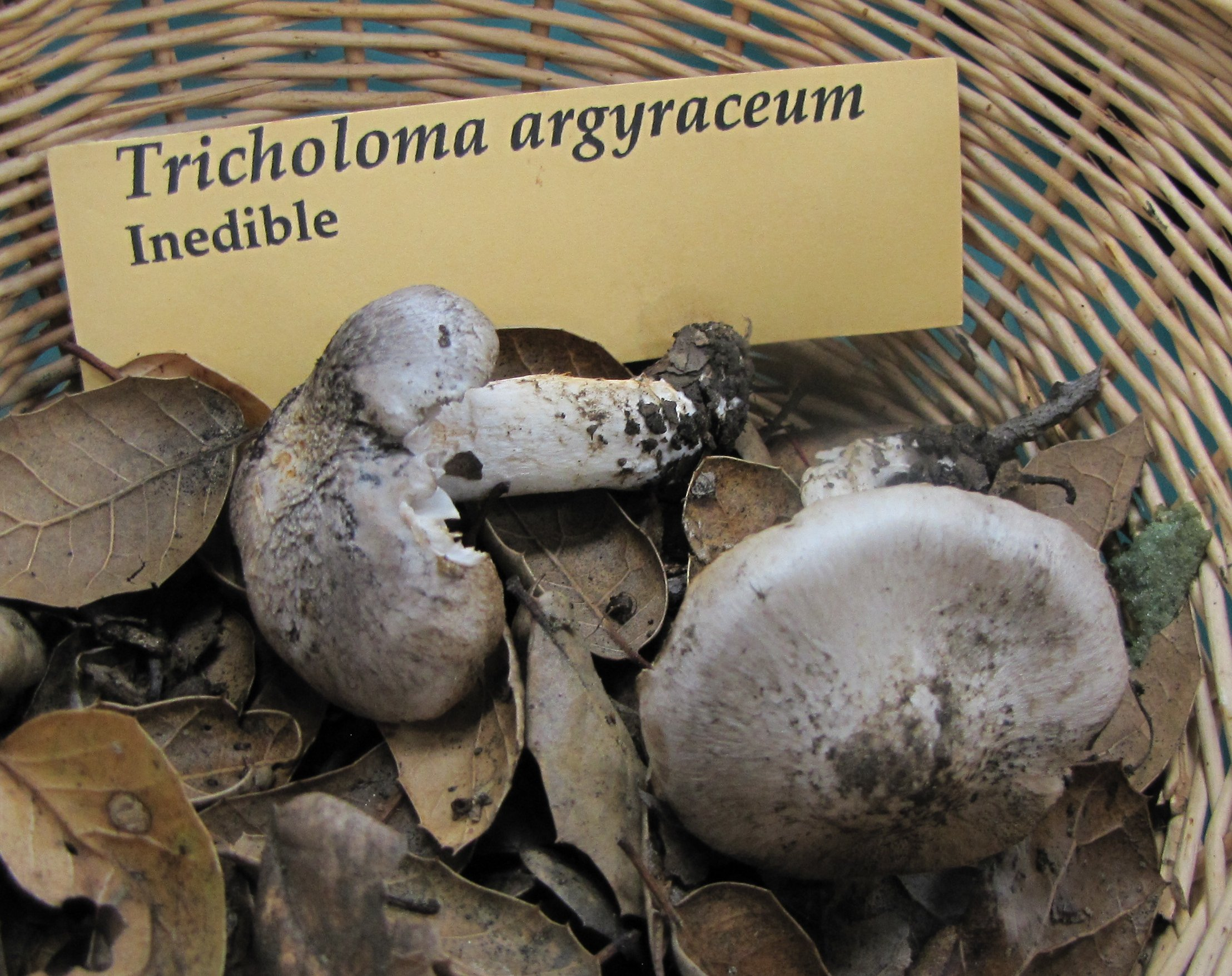
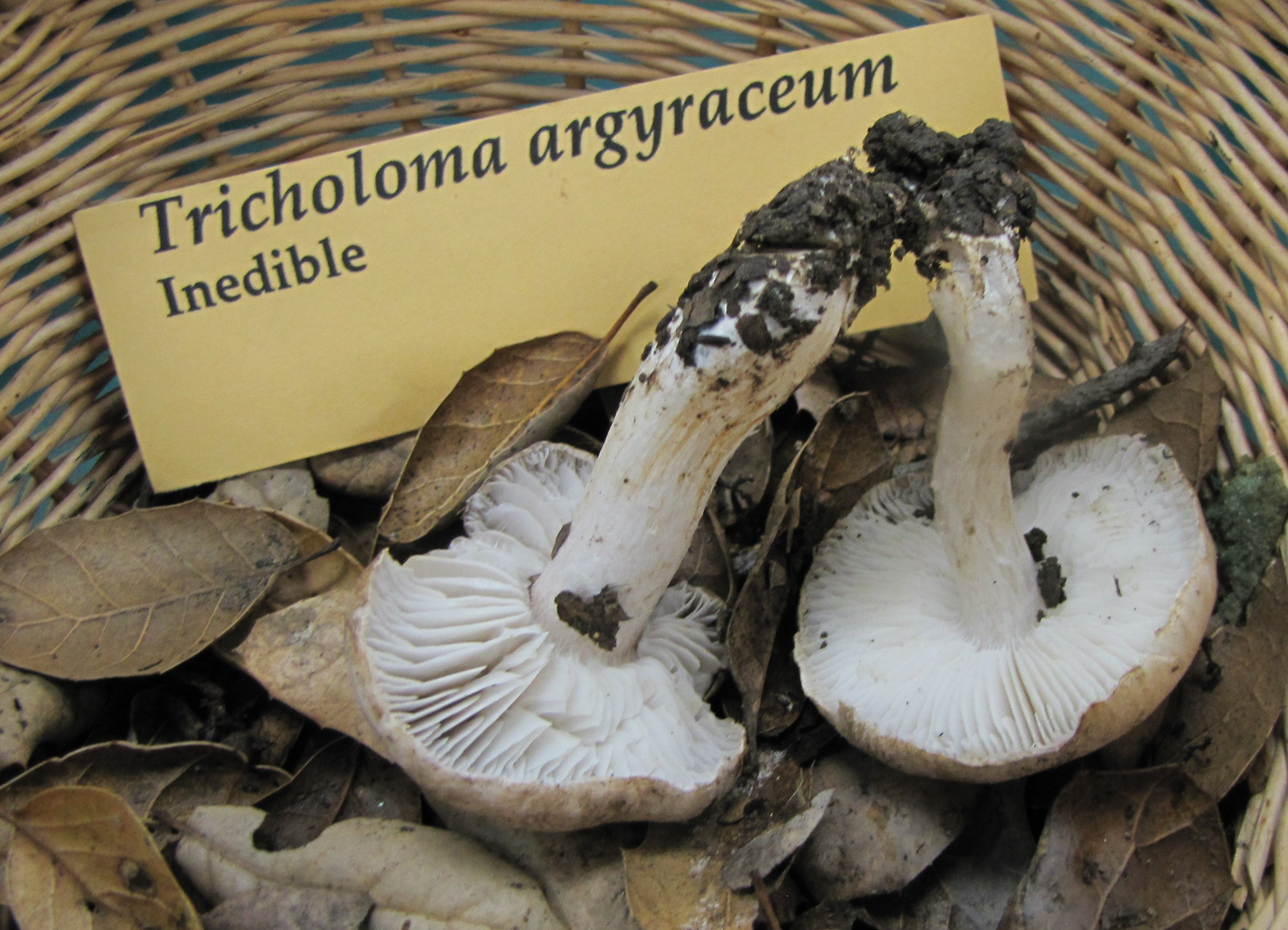
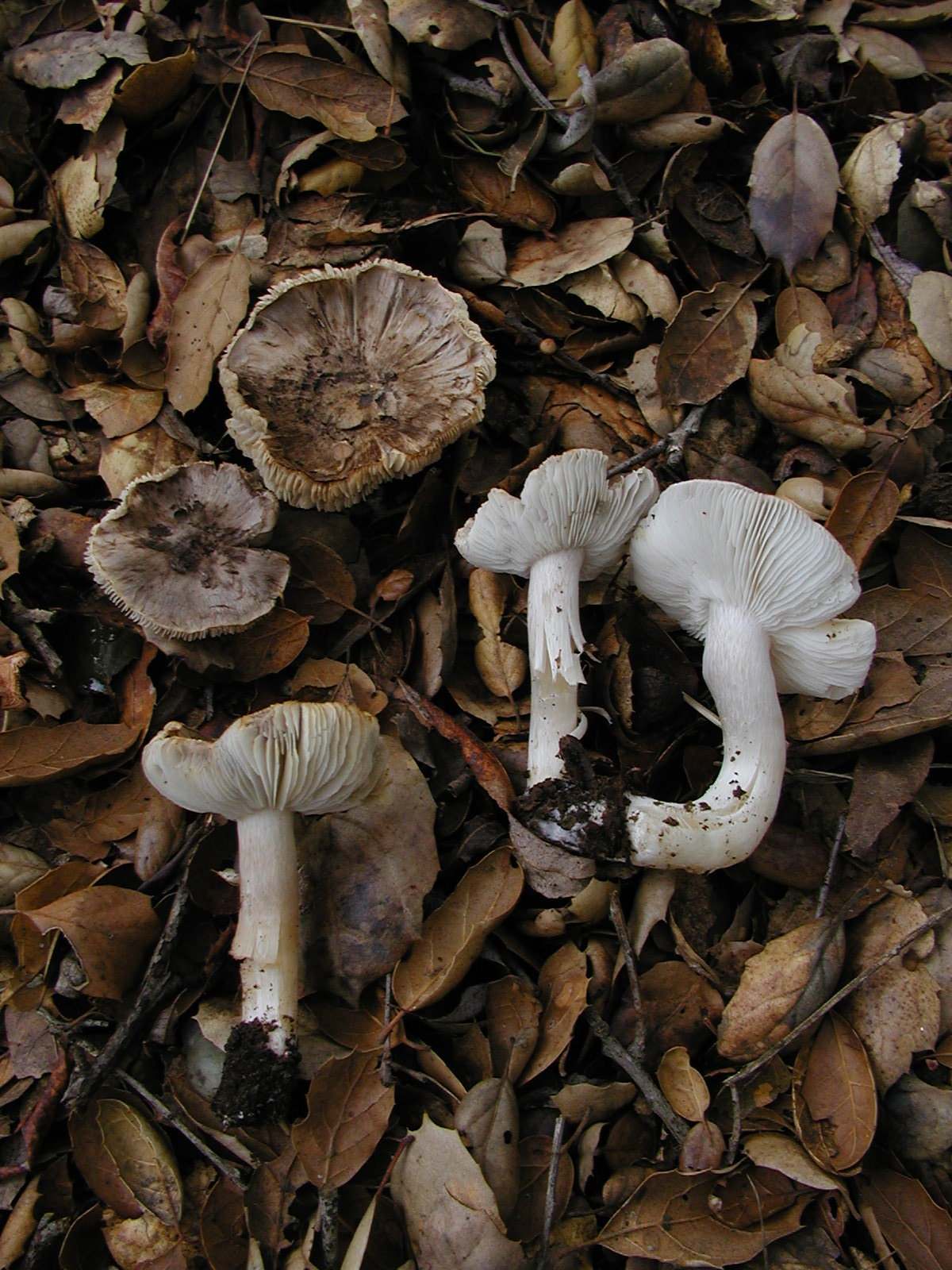